# Vujadin Stanojković
Vujadin Stanojković (Macedoni: Вујадин Станојковиќ; 10 de setembre de 1963) és un exfutbolista macedoni de la dècada de 1980 i entrenador.
Fou 21 cops internacional amb la selecció iugoslava.
Pel que fa a clubs, defensà els colors de FK Vardar, FK Partizan, marxant posteriorment a Suècia a jugar per Degerfors IF i Trelleborgs FF.

## Palmarès
Partizan
- Lliga iugoslava de futbol: 1992-93
- Copa iugoslava de futbol: 1991-92